# Alí an-Naqí
Abu-l-Hàssan Alí ibn Muhàmmad (àrab: أبو الحسن علي بن محمد, Abū l-Ḥasan ʿAlī ibn Muḥammad) (Medina, 5 de març del 828 - Samarra, 27 de juny del 868), més conegut com a Alí an-Naqí (àrab: علي النقي, ʿAlī an-Naqī) o Alí al-Hadí (àrab: علي الهادي, ʿAlī al-Hādī), fou el desè imam dels xiïtes imamites, fill i successor del novè imam Muhàmmad ibn Alí ar-Ridà.

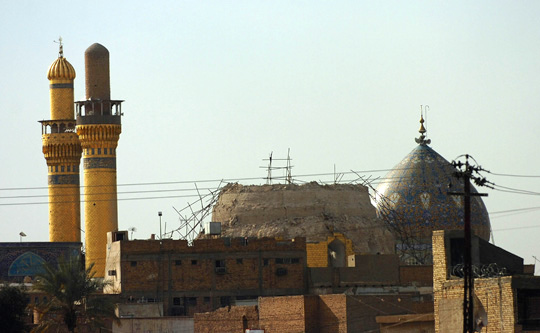
Mesquita on descansen les restes d'Alí an-Naqí a Samarra (Iraq).

La seva mare era una esclava alliberada umm al-wàlad magribina de nom Sumana o Susan, però Teresa Bernheimer creu que ho fou d'Umm al-Fadl, filla del califa al-Mamun. Va viure a Medina fins al regnat d'al-Mutawàkkil, que va tenir una política anti-alida.
Desè imam xiïta imamita, va tenir com a bab Muhàmmad ibn Uthman al-Amrí (mort vers 917) fill d'Uthman ibn Saïd que havia estat bab i wakil dels imams vuitè i novè, i fou responsable de l'enfortiment de la xarxa de representants de la comunitat xiïta, a qui va enviar instruccions, i va rebre al seu torn contribucions econòmiques dels fidels dels khums i dels vots religiosos. En una data entre 847 i 849 el califa va enviar Yahya ibn Harthama a detenir-lo i portar-lo a Samarra. Va quedar sota vigilància fins a la seva mort enverinat a Samarra per ordre del califa Al-Mu'tazz i fou enterrat a la mesquita d'Al Askari a Samarra, Iraq. Els imamites van reconèixer com a successor el seu fill al-Hàssan al-Askarí